# Vũ trụ (sách của Carl Sagan)
Vũ trụ (Cosmos) là một cuốn sách phổ biến khoa học của nhà thiên văn học người Mỹ Carl Sagan. Vũ trụ gồm 13 chương, cũng tương đương với 13 phần trong chương trình truyền hình Cosmos: A Personal Voyage. Một trong những mục đích chính để Sagan tạo ra cuốn sách và chuỗi chương trình này là để giải thích những kiến thức khoa học phức tạp một cách dễ hiểu nhất cho bất kỳ ai muốn tìm hiểu. Ông cũng tin TV là một trong những công cụ tuyệt vời nhất từng được phát minh giúp việc truyền đạt kiến thức, vì vậy ông muốn sử dụng nó để đưa khoa học đến gần hơn với công chúng trên khắp thế giới. Thành công không kém gì chương trình TV cùng tên, cuốn sách Vũ trụ đã đứng 50 tuần trong danh sách best-sellers (sách bán chạy nhất) trên tờ Publishers Weekly, 70 tuần trên danh sách best-sellers của New York Times và trở thành cuốn sách khoa học bán chạy nhất lúc bấy giờ. Năm 1981, cuốn sách được trao tặng giải Hugo cho thể loại sách phi viễn tưởng hay nhất. Thành công bất ngờ của cuốn sách đã báo hiệu sự quan tâm ngày càng lớn đối với thể loại văn học mang màu sắc khoa học, đồng thời cũng mở cánh cửa cho sự nghiệp văn chương của nhà khoa học Carl Sagan. Phần tiếp theo của Vũ trụ là cuốn sách Điểm xanh mờ: Một cái nhìn về tương lai nhân loại trong vũ trụ (Pale Blue Dot: A Vision of the Human Future in Space -1994).
Năm 2013, Vũ trụ được xuất bản với một ấn bản mới, gồm lời tựa của Ann Druyan (đồng tác giả chuỗi chương trình Cosmos TV với Carl Sagan) và một bài viết của nhà thiên văn học Neil deGrasse Tyson.